# Sierra Crestellina
Sierra Crestellina es una formación montañosa y un paraje natural situado en el sureste de la provincia de Málaga, Andalucía, España. Protegido desde 1989, el paraje se extiende por 477,5 ha dentro del término municipal de Casares.

## Geología
La sierra conforma uno de los relieves más meridionales de la Serranía de Ronda y constituye un empinado peñón de calizas jurásicas que se alza sobre areniscas triásicas del valle del Genal. En las zonas altas de la sierra aparece un crestón calcáreo de reducida superficie, coronado por relieves kársticos.
Sierra Crestellina constituye una dorsal no muy extensa, que se despliega en dirección norte-sur. Los desniveles son importantes, con cotas que en apenas un kilómetro suben desde los 400 metros (ribera del arroyo del Albarrá) hasta los 900 metros en la cresta de la sierra. A los pies del crestón calizo, prácticamente vertical, se extienden las laderas que bajan, alternativamente, hacia el citado arroyo y hacia el valle del Genal.

## Hidrología
El arroyo del Albarrá discurre junto al límite este del paraje natural, encauzando, entre otras, las aguas recogidas en la vertiente oriental de dicho espacio. Su caudal es temporal y muy irregular, pese a que los aportes subterráneos son apreciables.

## Clima
En Sierra Crestellina son perceptibles los rasgos oceánicos, con lluvias abundantes y veranos largos y no muy calurosos. La cercanía al Estrecho de Gibraltar condiciona el particular ombroclima, siendo común la formación de nieblas y la descarga de masas de aire húmedo procedentes tanto del Atlántico como del Mediterráneo. Las precipitaciones medias anuales rondan los 800 mm, llegando a superarse los 1100 mm en la vecina estación meteorológica de Los Reales, con una sequía estival atemperada.

## Flora y fauna

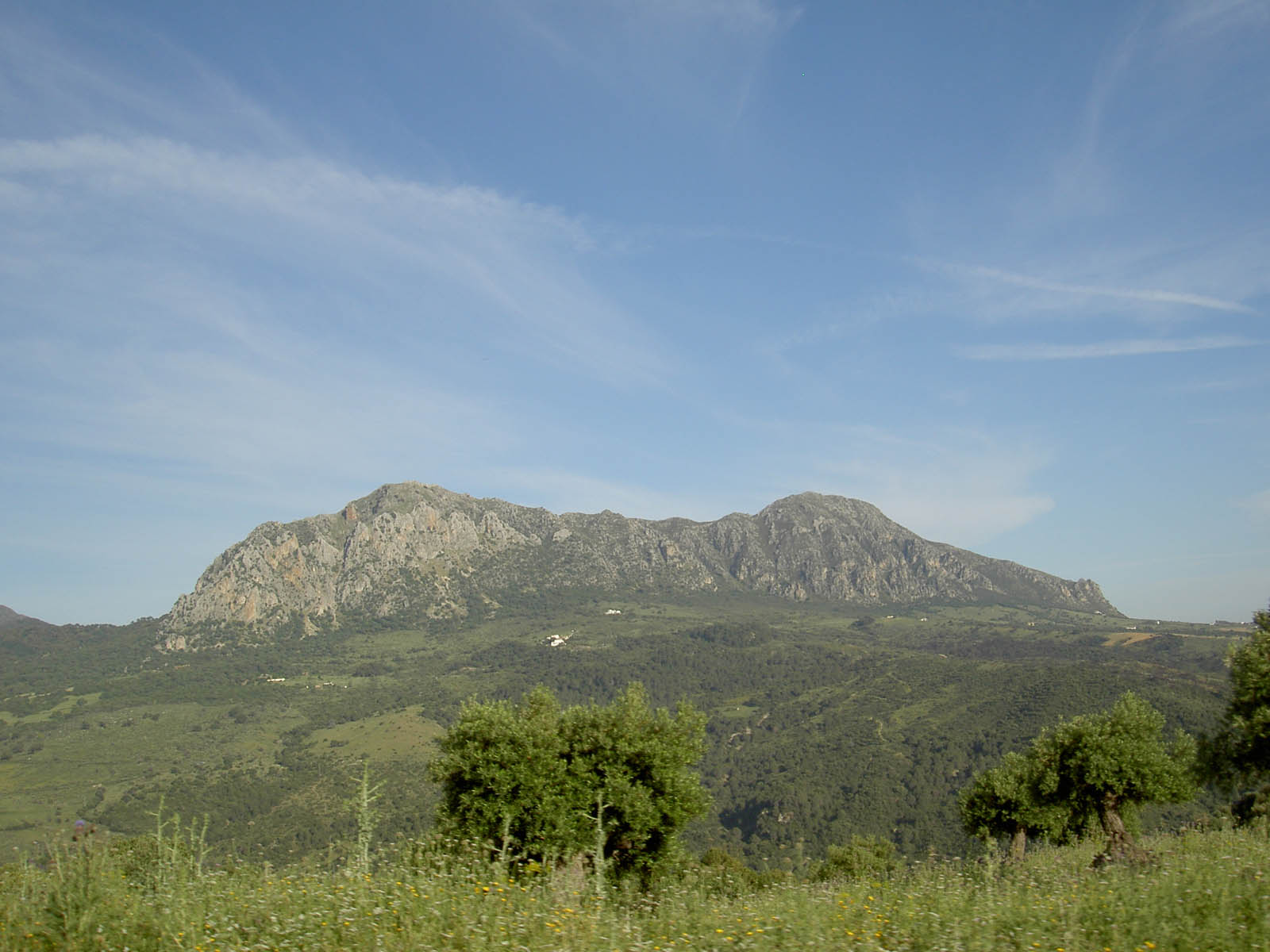
Sierra Crestellina

### Flora
Se trata de un paraje de monte mediterráneo de encinas y alcornoques. Las laderas al este y nordeste del espacio comprenden las zonas mejor conservadas de Sierra Crestellina, donde se presentan bosquetes de alcornoques y quejigos y manchas densas de maquia, con lentisco (Pistacia lentiscus) y acebuche (Olea europaea var. sylvestris). En algunas laderas al norte también hay pinares de repoblación que forman manchas no especialmente extensas. El resto del paraje natural, especialmente en su vertiente oeste, lo conforman encinares abiertos y matorral ralo con aulagas (Ulex spp.), majuelo (Crataegus monogyna), palmito (Chamaerops humilis) y esparragueras (Asparagus officinalis). También está citada Rupicapnos africana subsp. decipiens, presente en varias zonas rocosas al sur y en la cresta de la sierra, donde se han citado otras rupícolas como Athamanta vayredana.
En el arroyo del Albarrá la vegetación de ribera incluye matas de vid silvestre (Vitis vinifera subsp. sylvestris) y algunos ejemplares de fresno (Fraxinus angustifolia) y almez (Celtis australis).

### Fauna
Entre la fauna destacan el buitre leonado, el halcón peregrino, el águila perdicera y el búho real, así como la cabra montés, el corzo y el jabalí. También frecuentan la zona el zorro, el meloncillo, la gineta, y la garduña.